# Найсус
Найсус (на латински: Naissus; на гръцки: Ναϊσσός) е антично селище, първо дардански, а после римски град.
Основан през 3 век пр.н.е. През 5 век и 6 век, по времето на т.нар. велико преселение на народите, Найсус е многократно превземан, опожаряван и разрушаван от хуни, готи, гепиди, авари и славяни. В годините 612 – 614 е завладян от моравяните. Днес на мястото му се намира Ниш.
В Найсус е роден Константин Велики, както и Констанций III.